# Zangezurský hřbet
Zangezurský hřbet (arménsky Զանգեզուրի լեռնաշղթա, ázerbájdžánsky Zəngəzur Daglari, rusky Зангезурский хребет) je pohoří v jihovýchodní části Arménské vysočiny v Arménii a částečně v Ázerbájdžánu. Táhne se poledníkovým směrem od východního pobřeží jezera Sevan a od horního toku řek Terter a Arpa směrem na jih, kde končí v údolí Araksu. Na arménském území poblíž města Meghri se nachází Národní park Arevik. Směrem na východ a na západ ze Zangezurského hřbetu vybíhají další horské hřbety (Megrijský, Daralagezský a Bargušatský).
Délka Zangezurského hřbetu je asi 130 km, maximální výšky 3 904 m n. m. dosahuje v jižní části - nejvyšší vrchol Kapydžik.
Pohoří je tvořeno především žulou a granodiority. Západní svahy pokrývá stepní a polopouštní rostlinstvo, na východních svazích (do výšky 800 m n. m.) jsou částečně lesy (dub, habr, jasan a javor) a částečně subalpské louky.
V horách jsou významná naleziště mědi a molybdenu.
Na úpatí hor leží ázerbájdžánské město Ordubad.